# Сулейменов, Майдан Кунтуарович
Майдан Кунтуарович Сулейменов (род. 30 сентября 1941, Алма-Ата, КазССР, СССР) — советский и казахстанский учёный, специалист в области юриспруденции и ее преподавания, доктор юридических наук (1980), профессор (с 1985), академик НАН РК (с 2003).
Академик Европейской юридической академии, член совета по правовой политике при Президенте Республики Казахстан, член Международного совета при Верховном Суде Республики Казахстан, председатель Казахстанского Международного Арбитража.

## Биография
Родился 30 сентября 1941 года в городе Алма-Ате.
В 1958 году после окончания с отличием 25-й средней школы в г. Алматы. С 1959 по 1963 год учился в Казахском национальном университете имени С. М. Кирова. С 1963 по 1966 год учился в аспирантуре Института государства и права АН СССР.
В 1966 году защитил кандидатскую диссертацию на тему «Ответственность за просрочку исполнения договорного обязательства». В 1980 году в Харьковском юридическом институте защитил докторскую диссертацию на тему «Структура договорных связей в народном хозяйстве СССР».

## Трудовая деятельность
С 1966 по 1969 год — младший научный сотрудник Института философии и права Академии наук Казахстана;
С 1969 по 1985 год — старший научный сотрудник Института философии и права Академии наук Казахстана;
С 1985 по 1991 год — заведующий отделом «Правовые проблемы народного хозяйства» Института философии и права АН КазССР;
С 1991 по 1992 год — директор Института государства и права Академии наук Республики Казахстана;
С 1992 по 1994 год — главный учёный секретарь Академии наук Республики Казахстана;
С 1994 по 1995 год — директор Института государства и права Академии наук Республики Казахстана;
С 1995 по 2012 год — директор Научно-исследовательского института частного права КазГЮУ;
С 2012 года — директор Научно-исследовательского института частного права Каспийского Университета;

## Научная работа
Автор более 430 публикаций, в том числе первого в республике постатейного Комментария к Гражданскому кодексу РК, 40 монографий по проблемам гражданского, семейного, жилищного, предпринимательского, международного частного права, арбитражного процесса, проблемам права собственности, юридических лиц, договора и иностранных инвестиций в Республике Казахстан.
1. «Ответственность за нарушение сроков исполнения договорного обязательства». Алма-Ата, 1971.
2. «Правовые вопросы материального стимулирования предприятий». Алма-Ата, 1972.
3. «Структура договорно-хозяйственных связей». Алма-Ата, 1980.
4. «Гражданское право Казахской ССР» (учебник). Алма-Ата, 1980.
5. «Молодежи о семье и правах членов семьи». Алма-Ата, 1981.
6. «Правоотношения производственных объединений и предприятий в сфере хозяйственного оборота». Алма-Ата, 1986.
7. «Договор в народном хозяйстве» (вопросы общей теории). Алма-Ата, 1987.
8. «Правовое положение межхозяйственных предприятий». Алма-Ата, 1987.
9. «Комментарий к Жилищному кодексу Казахской ССР». Алма-Ата, 1987.
10. «Собственность, развитие совместных предприятий и право». В книге: Право собственности в условиях совершенствования рыночных отношений. Москва, 1989.
11. Комментарий к Кодексу о браке и семье Казахской ССР. Алма-Ата, 1990.
12. Комментарий к Гражданскому кодексу Казахской ССР. Алма-Ата, 1990.
13. «Семья и закон». Алма-Ата, 1984.
14. «Жилищные права граждан». Алма-Ата, 1989.
15. «Предпринимательство и право в Республике Казахстан». Алматы, 1984.
16. Договорное обеспечение бизнеса (в пяти частях). В 2-х томах. Сборник законодательных и практических материалов. Алматы, 1994.
17. «Право и иностранные инвестиции в Республике Казахстан». Алматы, 1997.
18. «Право собственности по новому гражданскому законодательству». В кн.: Актуальные вопросы коммерческого законодательства в Республике Казахстан и практика его применения. Материалы семинаров. Том 1. Алматы, 1996.
19. «Вещные права по гражданскому законодательству Республики Казахстан». Алматы, 1997.
20. «Залоговое право». Алматы, 1997.
21. «Развитие института права собственности».
22. Гражданский кодекс Республики Казахстан (общая часть). Комментарий. В двух книгах. и др.

## Семья
Отец: Сулейменов Кунтуар Алибаевич (1903—1993) — Заслуженный юрист Казахской ССР, председатель Верховного Суда КазССР (1958-62);
Жена: Сулейменова Роза Айтжановна — доктор педагогических наук, профессор
Дети: дочери — Алия (1977 г.р.), Анар (1983 г.р.); сын — Айтуар (1981 г.р.)

## Награды и звания
- Занесен в Золотую книгу почета Казахстана (1986);
- 1999 (27 августа) — Орден «Курмет» — за участие в разработке проекта Конституции Республики Казахстан 1995 года;
- 2003 — Медаль имени Ахмета Байтурсынова;
- 2004 — Нагрудный знак МОН РК «За заслуги в развитии науки Республики Казахстан»;
- 2005 — Медаль «10 лет Конституции Республики Казахстан»;
- 2006 — Нагрудный знак МОН РК «За заслуги в развитии науки Республики Казахстан»;
- 2011 — Медаль «20 лет независимости Республики Казахстан»;
- 2013 — Медаль «За вклад в укрепление конституционной законности»;
- 2015 — Медаль «20 лет Конституции Республики Казахстан»;
- 2016 (5 декабря) — Указом президента РК награждён орденом «Парасат»;
- 2020 — Медаль «25 лет Конституции Республики Казахстан»;
- 2021 (30 сентября) — Указом президента РК награждён орденом «Барыс» 1 степени — за особые заслуги в научной и общественной деятельности и в связи с 80-летием со дня рождения.;[3][4]